# گالری هنری برانکس
گالری هنری برانکس یک گالری غیرانتفاعی است که هنرمندان و متصدیان نمایشگاه‌های نوظهور را که کمتر گالری دیگری آنها را بازتاب می‌دهد، تبلیغ می‌کند. این گالری مستقل است که با هیچ کالج یا موسسه‌ای مرتبط نیست.
این گالری، هنر را از طریق برپایی نمایشگاه‌ها و مناسبت‌های فرهنگی در موت هاون در برانکس جنوبی، نیویورک تقویت می‌کند. در مناسبت‌های مختلف پرپایی شامل نمایشگاه‌هایی با همکاری هنرمندان تجسمی، مجریان، فیلمسازان، رقصندگان، نوازندگان، بازیگران و متصدیان است. گالری هنری برانکس در سال ۲۰۰۸ توسط هنرمندان لیندا کانینگهام و میتسو هادیشی راه‌اندازی شد.